# Föreningen Smalspåret Växjö-Västervik

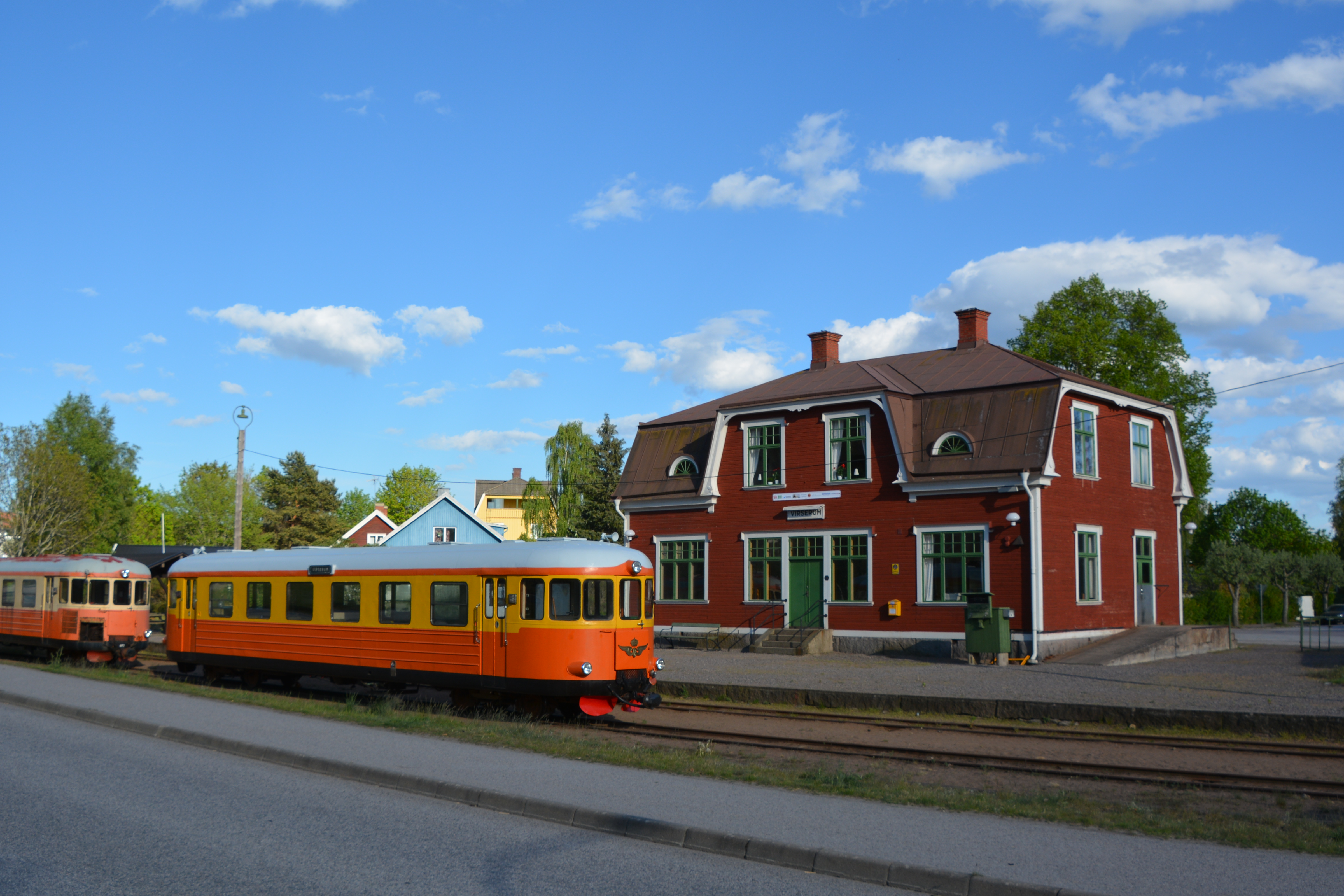
Föreningens kontor i Virserums station

Föreningen Smalspåret Växjö-Västervik är en ideell förening med säte i Virserum, som verkar för bevarandet av den kvarvarande delen av Växjö–Åseda–Hultsfreds Järnväg. Föreningens ändamål anges dock vara att den smalspåriga järnvägslinjen mellan ursprungligen Växjö och Västervik i mesta möjliga utsträckning bevaras för framtiden och hålls öppen för trafik av olika slag. Föreningen anger även att de ska verka för upprustning och bevarande av bansträckningens kvarvarande järnvägsmiljöer så att de kulturhistoriska värdena tas till vara och bevaras. Föreningen är namnet till trots  uteslutande verksam på järnvägen mellan Åseda och dressinstationen Hultsfred.
Föreningen är upprättad 1984, när SJ lade ner sina sista smalspåriga järnvägar med persontrafik. Sedan 2008 har man ingen verksamhet kvar utmed järnvägen mellan Hultsfred och Västervik.
Driften av järnvägen liksom övrig verksamhet mellan Virserum och Åseda sker av föreningens driftbolag Smalspåret i Hultsfred AB. 
Verksamheten på järnvägen mellan Hultsfred och Västervik sköts numera av Tjustbygdens Järnvägsförening och Förvaltnings-AB Smålandsbanan.

## Byggnadsminne
Sträckan mellan Hultsfred och Virserum, ca 30 kilometer, inklusive Virserums stationshus och stationens godsmagasin, är byggnadsminnesförklarad.
Beslutet om byggnadsminnesförklaring av sträckan Hultsfred-Virserum togs 2005.

## Tidigare trafikerad bandel Virserum–Åseda
|  | Unknown BSicon "exLSTR" |

|  | Small arched bridge over water |

|  | Station on track |

|  | Station on track |

|  | Small arched bridge over water |

|  | Unknown BSicon "exhKRZWae" |

|  | Station on track |

|  | Station on track |

|  | Station on track |

|  | Unknown BSicon "eHST" |

|  | Small arched bridge over water |

|  | Unknown BSicon "eABZg+l" |

|  | Station on track |

|  | Unknown BSicon "LSTR" |

|  |  |